# Nika Iwano-Frankiwsk
Nika Iwano-Frankiwsk (ukr. Футбольний клуб «Ніка» Івано-Франківськ, Futbolnyj Kłub "Nika" Iwano-Frankiwśk) – ukraiński klub piłkarski z siedzibą w Iwano-Frankiwsku. Założony w roku 2001.
W latach 2001–2006 występował w rozgrywkach ukraińskiej Drugiej Lihi. 

## Historia
Chronologia nazw:
- 2001–2007: Czornohora Iwano-Frankiwsk (ukr. «Чорногора» Івано-Франківськ)
- 2008–2009: Czornohora-Nika Iwano-Frankiwsk (ukr. «Чорногора-Ніка» Івано-Франківськ)
- 2010–2011: Nika-Dynamo Iwano-Frankiwsk (ukr. «Ніка-Динамо» Івано-Франківськ)
- 2012–2013: Nika-Tepłowyk Iwano-Frankiwsk (ukr. «Ніка-Тепловик» Івано-Франківськ)
- od 2014: Nika Iwano-Frankiwsk (ukr. «Ніка» Івано-Франківськ)

Klub piłkarski Czornohora Iwano-Frankiwsk został założony w roku 2001. Występował w rozgrywkach Mistrzostw oraz Pucharu obwodu iwanofrankiwskiego.
W 2001 roku zgłosił się do rozgrywek w Drugiej Lidze i otrzymał status profesjonalny.
Od sezonu 2001/02 występował w Drugiej Lidze.
W sezonie 2005/06 klub zajął 10 miejsce w grupie A Drugiej Lidze, ale ze względów finansowych był zmuszony zrezygnować z dalszych występów. Klub został pozbawiony statusu profesjonalnego. 
Jako klub amatorski kontynuował występy w rozgrywkach Mistrzostw i Pucharu obwodu iwanofrankiwskiego. 
W 2008 zmienił nazwę na Czornohora-Nika Iwano-Frankiwsk. Drużyna zmieniła nazwę na Nika-Dynamo Iwano-Frankiwsk w marcu 2010 roku związku z utworzeniem oddziału Akademii Dynamo w Iwano-Frankowsku. W sierpniu 2011 roku zespół wycofał się z mistrzostw pierwszej ligi mistrzostwa obwodu iwanofrankowskiego.
W latach 2012–2013 występował ponownie w mistrzostwach obwodu iwanofrankowskiego jako zjednoczona drużyna Nika-Tepłowyk Iwano-Frankiwsk. W 2014 fuzja z Tepłowykom Iwano-Frankiwsk rozpadła się i klub przyjął nazwę Nika Iwano-Frankiwsk. Nadal gra w pierwszej lidze mistrzostw obwodu iwanofrankowskiego.

## Sukcesy
- 9 miejsce w Drugiej Lidze:

2004/05
- 1/32 finału Pucharu Ukrainy:

2004/05

## Inne
- Prykarpattia Iwano-Frankiwsk
- Rewera Stanisławów
- Spartak Iwano-Frankiwsk